# Koto Lamo
Koto Lamo is een bestuurslaag in het regentschap Lima Puluh Kota van de provincie West-Sumatra, Indonesië. Koto Lamo telt 3063 inwoners (volkstelling 2010).